# 贝雷济夫卡区

贝雷济夫卡区在敖德萨州的位置

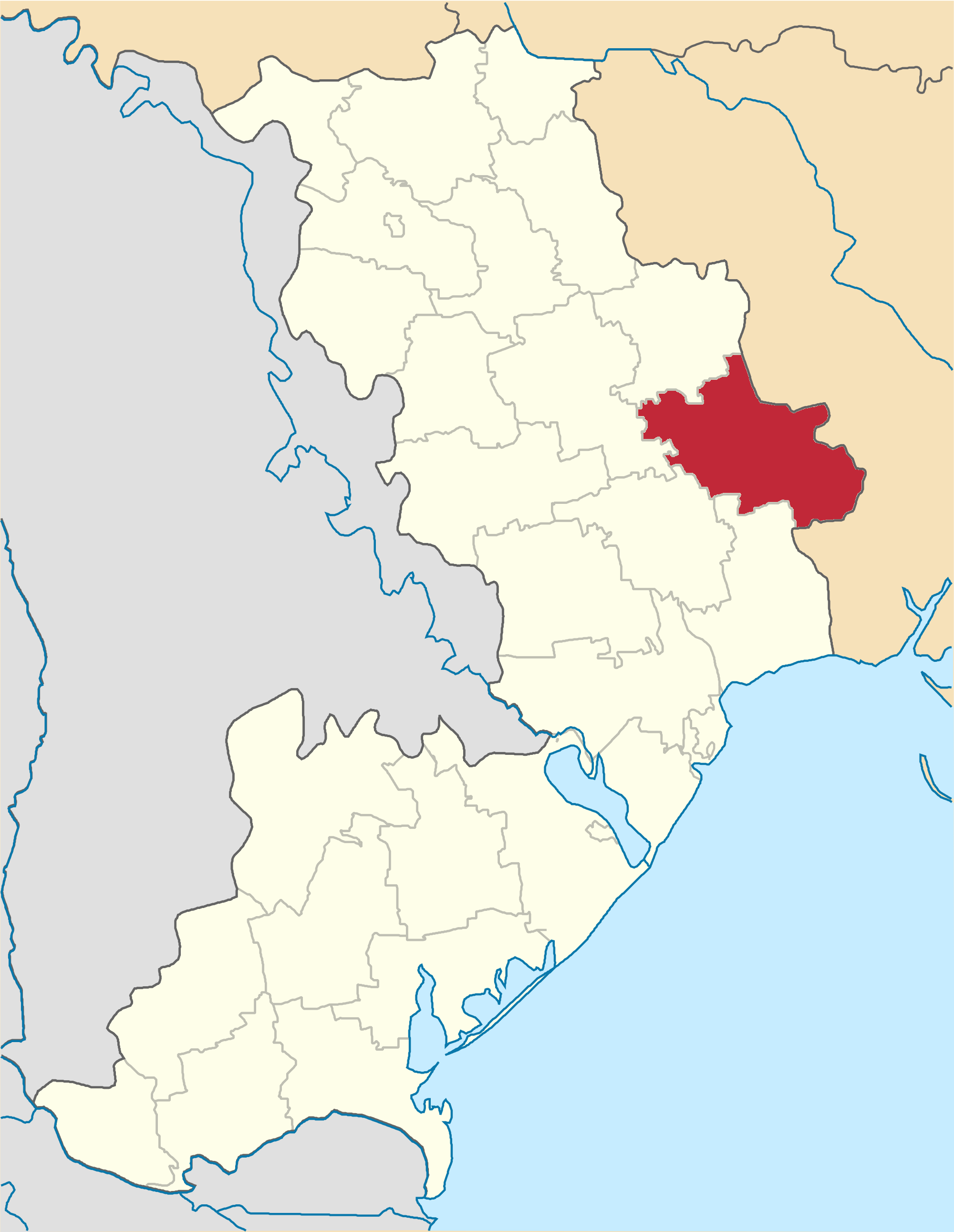
改革前贝雷济夫卡区在敖德萨州的位置

贝雷济夫卡区（烏克蘭語：Березівський район），又按俄语名译为別列佐夫卡區，是烏克蘭西南部敖德薩州的一個區，行政中心設於贝雷济夫卡，面积为5,551.6平方公里，2021年人口数量为106,490人。

## 历史
2020年7月18日乌克兰施行了行政区划改革，敖德薩州的区份数量减至7个，贝雷济夫卡区的面积显著扩大。改革前贝雷济夫卡区的面積为1,637平方公里，2020年人口数量为32,760人。

## 行政區劃
貝雷濟夫卡區下劃分為16個市鎮：
- 貝雷濟夫卡市鎮（烏克蘭語：Березівська міська громада） (市級，行政中心：贝雷济夫卡)
- 伊萬尼夫卡市鎮（烏克蘭語：Іванівська селищна громада (Одеська область)） (鎮級，行政中心：伊万尼夫卡)
- 尼古拉耶夫卡市鎮（烏克蘭語：Миколаївська селищна громада (Одеська область)） (鎮級，行政中心：尼古拉耶夫卡)
- 勞希夫卡市鎮（烏克蘭語：Раухівська селищна громада） (鎮級，行政中心：勞希夫卡)
- 希里亞耶韋市鎮（烏克蘭語：Ширяївська селищна громада） (鎮級，行政中心：希里亚耶韦)
- 安德里耶沃-伊萬尼夫卡市鎮（烏克蘭語：Андрієво-Іванівська сільська громада） (村級，行政中心：切尔诺韦，旧名为安德里耶沃-伊萬尼夫卡)
- 大布亞雷克市鎮（烏克蘭語：Великобуялицька сільська громада） (村級，行政中心：大布亞雷克)
- 茲納姆揚卡市鎮（烏克蘭語：Знам'янська сільська громада） (村級，行政中心：茲納姆揚卡)
- 科諾普利亞內市鎮（烏克蘭語：Коноплянська сільська громада） (村級，行政中心：科諾普利亞內)
- 庫里索韋市鎮（烏克蘭語：Курісовська сільська громада） (村級，行政中心：庫里索韋)
- 新卡利切韋市鎮（烏克蘭語：Новокальчевська сільська громада） (村級，行政中心：新卡利切韋)
- 彼得羅維里夫卡市鎮（烏克蘭語：Петровірівська сільська громада） (村級，行政中心：彼得罗维里夫卡)
- 羅茲克維特市鎮（烏克蘭語：Розквітівська сільська громада） (村級，行政中心：羅茲克維特)
- 舊馬亞基市鎮（烏克蘭語：Старомаяківська сільська громада） (村級，行政中心：舊馬亞基)
- 斯特留科韋市鎮（烏克蘭語：Стрюківська сільська громада） (村級，行政中心：斯特留科韋)
- 喬霍達里夫卡市鎮（烏克蘭語：Чогодарівська сільська громада） (村級，行政中心：喬霍達里夫卡)